# Petrobia layyahensis
Petrobia layyahensis är en spindeldjursart som beskrevs av Sabri och Afzal 2008. Petrobia layyahensis ingår i släktet Petrobia och familjen Tetranychidae. Inga underarter finns listade i Catalogue of Life.